# Józef Wielhorski
Józef Wielhorski herbu Kierdeja (ur. 1759 w Horochowie, zm. 1817 w Rusinowie) – generał dywizji armii Księstwa Warszawskiego, minister prezydujący w Komisji Rządowej Wojny Królestwa Polskiego do 1816 roku, senator-wojewoda Królestwa Polskiego, radca stanu w Radzie Stanu Księstwa Warszawskiego w 1812 roku, zastępca ministra wojny, kawaler maltański, odznaczony Orderem Orła Białego (1815), Orderem Virtuti Militari i Legią Honorową.

## Życiorys
Oficer wojsk austriackich. Od 1789 w Wojsku Polskim i w stopniu rotmistrza uczestnik wojny polsko-rosyjskiej 1792, walczył w kampanii wołyńskiej. Po kapitulacji wyjechał do Wiednia.
Po wybuchu insurekcji kościuszkowskiej 1794 wrócił do służby w stopniu pułkownika. Wysłany do Paryża z zadaniem uzyskania tam pomocy dla Polski. Po upadku insurekcji pozostał we Francji i usiłował nakłonić Komitet Ocalenia Publicznego do sformowania polskiego korpusu przy rewolucyjnej armii francuskiej.
Później związał się z J. H. Dąbrowskim i włączył do prac nad tworzeniem Legionów Polskich we Włoszech. Generał z 1797 z nominacji francuskiej. W latach 1797–1802 w Legionach Polskich we Włoszech, dowódca 1 Legii. Odbył kampanię włoską i pod Mantuą dostał się do niewoli austriackiej. Na znak protestu przeciwko zawarciu pokoju z Austrią podał się do dymisji i powrócił do kraju.
W 1809 organizator sił zbrojnych w Krakowskiem i Kieleckiem w związku z najazdem Austriaków. Po jego odparciu w armii Księstwa Warszawskiego, od 8 sierpnia 1809 szef Wydziału Potrzeb Wojennych Rządu Centralnego Wojskowego Tymczasowego Obojga Galicji (na obszarze ziem odzyskanych z zaboru austriackiego). W 1810 dyrektor Administracji Żywności armii Księstwa Warszawskiego. Od 1811 zastępca ministra wojny (ks. Józefa Poniatowskiego) i generał dywizji. Chory, na czas kampanii moskiewskiej pozostał z nieznacznymi siłami w Warszawie.
W l. 1815-1816 formalnie minister wojny Królestwa Polskiego i senator.
Syn Michała Wielhorskiego, kuchmistrza litewskiego, brat gen. Michała Wielhorskiego i targowiczanina Jerzego Wielhorskiego.
Odznaczony Krzyżem Kawalerskim Legii Honorowej.
Należał do loży wolnomularskiej Bracia Zjednoczeni.